# Paço do Lumiar
Paço do Lumiar is een gemeente in de Braziliaanse deelstaat Maranhão. De gemeente telt 122.420 inwoners (schatting 2017).

## Aangrenzende gemeenten
De gemeente grenst aan Raposa, São José de Ribamar en São Luís.